# Nicolas Destino
 (août 2020).
Nicolas Destino de son vrai nom Nicolas Hochepied, né le 8 juillet 1981 à Mouscron, est un designer belge.

## Biographie
Nicolas Destino est diplômé à l'Institut Saint-Luc de Tournai en 2004 après avoir suivi une formation en imprimerie et un graduat en stylisme de l'objet. Il se distingue par ses collections d’objets à thème et son approche d'un design qu'il décrit comme conceptuel.
En 2006, le jeune designer crée sa première collection d'objets s'inspirant du milieu médical sous la marque Nicolas Destino. Il enchaîne ensuite les expositions en Belgique, notamment au Musée du Grand Hornu, au Musée du Cinquantenaire et à l’Atomium et continue de développer de nombreux projets dans le design. Un des premiers objet commercialisés est la table.optométrique, édité par la société française MyFab en 2008,.
En 2011 et 2012, il réalise les trophées pour le concours Hôtel & Lodge en collaboration avec Swarovski,. En 2013, il lance Barman Privé, conçoit un modèle de table pour Columbus Café & Co. ainsi que les trophées de l'Emballage, décernés à Paris. Il détourne des thermos à café pour les transformer en luminaires dans le cadre d'une vente caritative au profit de l'association Les Petits Riens, à Bruxelles.
En 2012, le designer fonde Barman Privé, un concept international de barman à domicile proposant un bar au design sobre et épuré.
En 2015, Nicolas Destino dessine le trophée du Festival International du film d’Amour de Mons remis à Marie-Christine Barrault et du concours NRJ Startup. Il expose sa collection d'objets sur le thème de la Belgique à Mons, Capitale Européenne de la Culture,, et conçoit le décor et le mobilier, des studios d'enregistrement du journal télévisé et de l’émission Samedi+, pour la télévision belge Notélé.
En 2016, le Palais Provincial de Namur fait l'acquisition du meuble.belge pour les appartements privés du Gouverneur Denis Mathen. Le Musée BELvue, régi par la Fondation Roi Baudouin, intègre l’horloge.belge dans sa collection permanente. Nicolas Destino crée également un bracelet pour la marque QuPlace, le décor du spectacle Je Lance ma Boite de Davy Courteaux et une série d'objets sur la mode est exposée à l'Ambassade de Belgique à Paris durant la Paris Design Week,. L’année suivante, ses tableaux sont présentés au Salon Scope à Miami Beach durant la Foire Internationale d’Art Contemporain Art Basel.
Nicolas Destino poursuit ses recherches entre expression et fonction en développant, dès 2019, une seconde série de tableaux dont l'objectif est d'aborder l'Art à travers le Design.

## Œuvres
Défendant une vision du design selon laquelle la beauté n’a d’égale que la simplicité, Nicolas Destino crée le plus souvent des objets fonctionnels, aux lignes pures, caractérisés par des formes géométriques. L’échelle.lumineuse est ainsi l'un des objets le plus emblématique de son parcours artistique.
Souhaitant repousser les limites créatives liées aux contraintes industrielles, le designer s’en affranchit à travers l’élaboration de pièces uniques, entièrement réalisées à la main et fabriquées essentiellement en Belgique. Il développe ainsi des collections d'objets conceptuels s'inspirant de thèmes variés tels que le milieu médical, la chirurgie, le suicide, la Belgique, la mode ou encore la fête foraine. Parmi ses principales créations figurent une table basse en forme de brancard, une chaise conceptuelle dont le dossier est composé d'un tube néon en verre soufflé, un luminaire dont l’abat-jour est composé de cheveux naturels, une chaise recouverte de piques anti-pigeons siglée du monogramme de Louis Vuitton, et des bagues symbolisant l'union à travers différentes combinaisons.

## Prix
- Prix Coup de Cœur Sculpture, Spot U Art, Bruxelles, Belgique (2015)
- Prix spécial Export par l’AWEX, La Vitrine de l’Artisan, Bruxelles, Belgique (2014)[34],[35]
- Prix Artistique du Hainaut occidental, Maison de la Culture, Tournai Belgique (2007)[36]
- Second Prix Design et Bois, Salon Bois et Habitat, Namur, Belgique (2004)
- Prix Design for Europe, catégorie « Light/Colour in the interior », Biennale Intérieur, Courtrai, Belgique (2004)[37]